# Гриневецкий, Болеслав Болеславович
Болеслав Болеславович Гриневецкий (8 февраля 1875, Седлецкая губерния Российская империя — 13 февраля 1963) — польский ботаник, ученик Н. И. Кузнецова.

## Биография
Родился 8 февраля 1875 года в Седлецкой губернии. Учился в Варшавском университете, но вскоре был отчислен и перешёл в Юрьевский университет, который успешно окончил в 1900 году и остался работать там же в качестве преподавателя ботаники вплоть до 1914 года. С 1900 по 1903 год участвовал в экспедициях на Урал, Кавказ и Армению. С 1914 по 1919 год работал профессором морфологии и систематики растений Новороссийского университета и директором ботанического сада в Одессе. С 1919 по 1963 год был профессором Варшавского университета, одновременно с этим с 1937 по 1963 год являлся директором университетского Ботанического сада.
Скончался 13 февраля 1963 года, спустя 5 дней после празднования своего Дня Рождения.

## Научная деятельность
Основные работы посвящены флористике, систематике, ботанической географии, истории ботаники.
- 1909 — Изучал реотропизм корней.
- 1914 — Изучал анатомическое строение устьиц.
- Исследовал флору и растительность Кавказа, Польши и Литвы.
- Дал общую ботанико-географическую характеристику этих регионов.
- Автор ряда обзоров по истории ботаники в Польше.

## Членство в обществах
- Основатель и в течение многих лет председатель Польского ботанического общества.
- Член Польской академии знаний (1922-63).